# Arcade (песма)
„Arcade“ је песма холандског кантаутора Данкана Лоренса. Песма је објављена 7. марта 2019. у издању Spark Records. Касније је уврштен као главни сингл на његов деби студијски албум Small Town Boy, а такође се налази и на његовом дебитантском ЕП-уWorlds on Fire. Песму су написали Лоренс, Џоел Сјоо, Воутер Харди и Вил Нокс.
Песма је представљала Низозрмдку на Песми Евровизије 2019. у Тел Авиву у Израелу, где је победила и донела прву победу Холандије на Евровизији од 1975. г. Након што је објављен комплетан састав извођача песме, убрзо је постала фаворит кладионичара за победу на Евровизији, што је позиција коју је задржала до завршетка такмичења. Акустична верзија песме је објављена 19. јула 2019, а затим дует верзија са америчким певачем Флечером 27. новембра 2020. У фебруару 2020. „Arcade“ је освојила Едисонову награду за најбољу поп песму године.
У другој половини 2020. године „Arcade“ је постала вирална на платформи ТикТок, што је резултирало новим успесима на листама и стримовима на различитим платформама. У јануару 2021. песма постала најпродаванија евровизијска песма на Спотифају, прешавши „Soldi“ Мамуда, другопласираног на Евровизији 2019. године. Касније те године, у априлу је постала прва песма Евровизије у последњих 25 година и прва песма која је победила на Евровизији у последњих 45 година која се налази на америчкој листи Билборд Хот 100; до септембра достигала је свој максимум и рангирала се на листама на броју 30.
The Independent је 2022. прогласио композицију 30. најбољом песмом свих времена која је победила на Евровизији. У августу 2023. „Arcade“ је постала прва песма Евровизије која је остварила милијарду стримова на Спотифају.

## Позадина и композиција
Лоренс је написао песму док је похађао Тилбург рок академију. Радио је на песми више од две године, углавном док је сарађивао са Воутером Хардијем, бившим чланом бенда са Шерон Ковач. Песма је инспирисана сломом и Данкановим емотивним стањем након смрти вољене особе. Лоренс је рекао за WiwiBloggs: „Arcade је прича о потрази за љубављу вашег живота. Ради се о нади да се дође до нечега што изгледа недостижно“. Именачка лирика Small town boy in a big arcade односи се на његово искуство, из малог града, када је бруцош Рок академије улазио на летњи сајам у Тилбургу, највећи у Холандији. Кроз песму се сајам и његове аркадне игре користе као метафора за љубав, зависност и коцкање са везама.
„Arcade” је инспирисана филмским звучним записима и састоји се од 165 нумера. Поп песма почиње са четири акорда који се свирају на клавиру, уз пратњу једноставног клавирског рифа и преснимљених вокала. Стихови од три метра су у контрасту са 4/4 такта остатка песме, дајући јој јасан звук. Велики нагласак је стављен на Лоренсов вокал. После тихих стихова, у којима изражава своју тугу и рањивост, рефрен се укључује тешким бубњевима, праћен хором пратећих вокала, како би појачао изразе беса и фрустрације у тексту.